# Cerro Blanco (Perú)
Cerro Blanco es un sitio arqueológico situado en la margen derecha del río Nepeña, en el distrito de Nepeña,  provincia de Santa, departamento de Áncash, en el Perú. Fue descubierto en 1933 por el arqueólogo Julio C. Tello, quien lo reconoció como una expresión derivada de la cultura chavín, al expandirse esta por la costa ancashina. Actualmente se considera que fue un centro ceremonial de la Cultura Sechín (anterior a Chavín), y que más bien ejerció influencia sobre Chavín de Huántar.

## Descubrimiento
En 1933 Julio C. Tello emprendió la exploración del valle de Nepeña, en la costa del departamento de Ica, donde descubrió los templos de Cerro Blanco y Punkurí, que catalogó como pertenecientes a la expansión de la cultura Chavín en la costa y correspondiente a estratos muy antiguos. "Por primera vez yo probé que los restos de la civilización Chavín, yacían sepultados bajo los escombros de las estructuras correspondientes a las culturas Muchik [Moche] y Chimú, consideradas hasta entonces como las más antiguas y adelantadas de la Costa peruana", dijo al respecto Tello. Estas afirmaciones provocaron gran discusión entre los estudiosos de los orígenes de la cultura peruana. Por entonces Tello había rebatido la tesis de Max Uhle sobre el origen mesoamericano de la cultura peruana, y se encontraba empeñado en demostrar su teoría de que la cultura más antigua había sido la de Chavín. 
Cerro Blanco estaba cerca de la antigua casa hacienda de San Jacinto, no lejos de Punkurí. Su descubrimiento se dio de manera accidental, al construirse un canal de riego a lo largo del montículo y quedar revelada una plataforma decorada con dibujos de rostros de felinos. 
La construcción que Tello halló en Cerro Blanco está compuesta de plataformas superpuestas “cuyas ruinas han sido sepultadas por las capas aluviales y por las nuevas estructuras construidas sobre ellas”. En ella, Tello documentó tres fases de ocupación, atribuyendo la más temprana a su «Periodo Chavín».
Por entonces, otro arqueólogo peruano, Rafael Larco Hoyle (1948) se opuso a las tesis de Tello y sugirió que los sitios de Nepeña eran anteriores a la fundación de Chavín de Huántar. Según Larco, el estilo artístico chavín es maduro y más desarrollado que sus similares costeños, particularmente si se le compara con el estilo Cupisnique, en la costa norte. Para él, Punkurí y Cerro Blanco fueron los modelos que tomaron los constructores de Chavín de Huántar para erigir su santuario. Actualmente, una tendencia mayoritaria considera a Cerro Blanco como un exponente arquitectónico anterior a Chavín, relacionado con la cultura Sechín.

## Descripción
Cerro Blanco está compuesto por tres montículos de distintos tamaños, los cuales han sufrido severas variaciones por la construcción de una vía férrea a principios del siglo XX y la posterior habilitación de una carretera asfaltada, que lo conecta con la Panamericana. El montículo mayor (Montículo 1) tiene unos 15 m de alto y un área de 120 m x 95 m. Su planta es de forma rectangular orientada hacia el noreste y se compone de dos plataformas. A unos 40 m de distancia de este montículo, hacia el sudeste, se halla otro montículo (Montículo 2) que es el sitio donde Tello realizó sus excavaciones en 1933. Este montículo es de forma triangular, con un área de 85 m x 65 m y de 4 m de alto. Es posible que la carretera haya modificado su forma original en su lado norte. Y seguidamente, hacia el norte del Montículo 1, se ubica el último montículo (Montículo 3), de forma rectangular y de unos 70 m de largo por 25 de ancho, el cual parece ser una prolongación del Montículo 1.
Como ya quedó dicho, Tello realizó los primeros estudios de Cerro Blanco en el ahora llamado Montículo 2. Se trata de un pequeño conjunto arquitectónico, compuesto por una plataforma de aproximadamente 13 m de largo y 6 m de ancho, que se levanta entre 0.30 a 0.35 m sobre el nivel del piso basal. En la parte posterior se halla una pequeña plataforma adosada, de unos 0,25 m de altura.
Todo el conjunto se encuentra encerrado por un muro de 0.50 a 0.80 m de altura y de 0.30 a 0.40 m de ancho. En la parte central del frontis, el muro perimetral se interrumpe dejando un espacio abierto de unos 5 x 5 m, encerrado en sus tres lados por muros escalonados de 0.80 m de grosor y una altura de 1 m aproximadamente.
Delante del frontis se encuentra una banqueta de aproximadamente 1,20 x 0,80 m, decorada con relieves.
El piso de la estructura está cubierto con un empaste de arcilla, muy sólido.
Todos los muros, muretes y banquetas están decorados con motivos estucados y relieves policromos, pintados en rojo, negro, blanco y amarillo. Los motivos representan hileras de plumas estilizadas y rostros de felino. Específicamente, en la pared del frontis se halla representado un rostro felino visto frontalmente, de boca agnática (sin mandíbula), provisto de colmillos, con el ceño fruncido y ojos rectangulares con pupilas excéntricas. El dibujo se proyecta hacia la superficie y las paredes de la banqueta que se halla delante del frontis.
Tello encontró también cerámica de color negro, fina e incisa, de un estilo al que denominó “Chavín de la Costa”, y piezas pintadas y modeladas.